# Zina Garrison
Ne pas confondre avec Jamea Jackson
Pour les articles homonymes, voir Garrison et Jackson.
Zina Lynna Garrison (née le 16 novembre 1963 à Houston au Texas) est une joueuse de tennis américaine, professionnelle de 1981 à 1997. Elle est aussi connue sous son nom de femme mariée, Zina Garrison-Jackson.

## Carrière tennistique
Championne du monde junior en 1981, Zina Garrison a commencé sa carrière professionnelle l'année suivante, malgré des problèmes de boulimie.
Elle a réalisé la meilleure performance de sa carrière à Wimbledon en 1990 où elle a atteint la finale, battue par Martina Navrátilová non sans avoir sorti de haute lutte Monica Seles en quarts et la double tenante du titre Steffi Graf en demies. En Grand Chelem, elle s'est imposée trois fois en double mixte (dont deux à Wimbledon), outre deux finales perdues en double dames à l'Open d'Australie.
En octobre 1988, elle a décroché deux médailles aux Jeux olympiques de Séoul : l'or en double dames (associée à Pam Shriver) et le bronze en simple, partagé avec Manuela Maleeva. Un mois plus tôt, elle avait battu Navrátilová en quart de finale de l'US Open, avant d'échouer au tour suivant face à Gabriela Sabatini ; il s'agit de son unique victoire face à la championne d'origine tchécoslovaque en 34 confrontations.
Zina Garrison a remporté 33 titres WTA, simple et double confondus, le plus beau d'entre eux à l'occasion du Tournoi d'Amelia Island en 1985 où elle est parvenue à surclasser Chris Evert (alors numéro deux mondiale) en finale.
Membre régulière de l'équipe américaine de Coupe de la Fédération, elle a participé au succès de son pays en 1989 et 1990, respectivement face aux Espagnoles et aux Soviétiques.
Zina Garrison a été la première Afro-Américaine à se hisser au sein du top 10 mondial, avant Lori McNeil, Chanda Rubin et les sœurs Williams.

## Palmarès

### Titres en simple dames
| No | Date       | Nom et lieu du tournoi                       | Catégorie  | Dotation  | Surface         | Finaliste            | Score         |          |
| -- | ---------- | -------------------------------------------- | ---------- | --------- | --------------- | -------------------- | ------------- | -------- |
| 1  | 29-10-1984 | European Indoors, Zurich                     | VS Tour C3 | 50 000 $  | Moquette (int.) | Claudia Kohde-Kilsch | 6-1, 0-6, 6-2 | Parcours |
| 2  | 15-04-1985 | Sunkist/WTA Championships, Amelia Island     |            | 250 000 $ | Terre (ext.)    | Chris Evert          | 6-4, 6-3      | Parcours |
| 3  | 28-10-1985 | European Indoors, Zurich                     |            | 150 000 $ | Dur (int.)      | Hana Mandlíková      | 6-1, 6-3      | Parcours |
| 4  | 27-10-1986 | Virginia Slims of Indianapolis, Indianapolis |            | 75 000 $  | Dur (ext.)      | Melissa Gurney       | 6-3, 6-3      | Parcours |
| 5  | 05-01-1987 | Family Circle Open, Sydney                   |            | 150 000 $ | Gazon (ext.)    | Pam Shriver          | 6-2, 6-4      | Parcours |
| 6  | 09-02-1987 | Virginia Slims of California, San Francisco  |            | 150 000 $ | Moquette (int.) | Sylvia Hanika        | 7-5, 4-6, 6-3 | Parcours |
| 7  | 20-02-1989 | Virginia Slims of California, Oakland        | Tier III   | 250 000 $ | Moquette (int.) | Larisa Savchenko     | 6-1, 6-1      | Parcours |
| 8  | 17-07-1989 | Virginia Slims of Newport, Newport (RI)      | Tier IV    | 200 000 $ | Gazon (ext.)    | Pam Shriver          | 6-0, 6-1      | Parcours |
| 9  | 06-11-1989 | Virginia Slims of Chicago, Chicago           | Tier III   | 250 000 $ | Moquette (int.) | Larisa Savchenko     | 6-3, 2-6, 6-4 | Parcours |
| 10 | 11-06-1990 | Dow Classic, Birmingham                      | Tier IV    | 150 000 $ | Gazon (ext.)    | Helena Suková        | 6-4, 6-1      | Parcours |
| 11 | 17-02-1992 | Virginia Slims of Oklahoma, Oklahoma City    | Tier IV    | 150 000 $ | Dur (int.)      | Lori McNeil          | 7-5, 3-6, 7-6 | Parcours |
| 12 | 15-02-1993 | Virginia Slims of Oklahoma, Oklahoma City    | Tier III   | 150 000 $ | Dur (int.)      | Patty Fendick        | 6-2, 6-2      | Parcours |
| 13 | 18-10-1993 | Budapest Open, Budapest                      | Tier III   | 150 000 $ | Moquette (int.) | Sabine Appelmans     | 7-5, 6-2      | Parcours |
| 14 | 12-06-1995 | DFS Classic, Birmingham                      | Tier III   | 161 250 $ | Gazon (ext.)    | Lori McNeil          | 6-3, 6-3      | Parcours |

### Finales en simple dames
| No | Date       | Nom et lieu du tournoi                               | Catégorie  | Dotation    | Surface         | Vainqueure          | Score         |          |
| -- | ---------- | ---------------------------------------------------- | ---------- | ----------- | --------------- | ------------------- | ------------- | -------- |
| 1  | 01-08-1983 | US Clay Court Championships, Indianapolis            |            | 200 000 $   | Terre (ext.)    | Andrea Temesvári    | 6-2, 6-2      | Parcours |
| 2  | 02-01-1984 | Virginia Slims of Washington, Washington             | VS Tour C3 | 150 000 $   | Moquette (int.) | Hana Mandlíková     | 6-1, 6-1      | Parcours |
| 3  | 24-09-1984 | Virginia Slims of New Orleans, La Nouvelle-Orléans   | VS Tour C3 | 150 000 $   | Moquette (int.) | Martina Navrátilová | 6-4, 6-3      | Parcours |
| 4  | 14-01-1985 | Virginia Slims of Denver, Denver                     |            | 75 000 $    | Moquette (int.) | Peanut Louie        | 6-4, 4-6, 6-4 | Parcours |
| 5  | 22-07-1985 | US Clay Courts, Indianapolis                         |            | 200 000 $   | Terre (ext.)    | Andrea Temesvári    | 7-6, 6-3      | Parcours |
| 6  | 15-09-1986 | Eckerd Open Largo, Tampa                             |            | 125 000 $   | Dur (ext.)      | Lori McNeil         | 2-6, 7-5, 6-2 | Parcours |
| 7  | 17-08-1987 | Downsview Canadian Open, Toronto                     |            | 250 000 $   | Dur (ext.)      | Pam Shriver         | 6-4, 6-1      | Parcours |
| 8  | 24-10-1988 | Virginia Slims of Indianapolis, Indianapolis         | Tier V     | 100 000 $   | Dur (int.)      | Katerina Maleeva    | 6-3, 2-6, 6-2 | Parcours |
| 9  | 13-02-1989 | Virginia Slims of Washington, Fairfax                | Tier II    | 300 000 $   | Moquette (int.) | Steffi Graf         | 6-1, 7-5      | Parcours |
| 10 | 12-06-1989 | Dow Classic, Birmingham                              | Tier V     | 150 000 $   | Gazon (ext.)    | Martina Navrátilová | 7-6, 6-3      | Parcours |
| 11 | 31-07-1989 | American Bank Classic, San Diego                     | Tier IV    | 200 000 $   | Dur (ext.)      | Steffi Graf         | 6-4, 7-5      | Parcours |
| 12 | 30-10-1989 | Virginia Slims of New England, Worcester             | Tier II    | 300 000 $   | Moquette (int.) | Martina Navrátilová | 6-2, 6-3      | Parcours |
| 13 | 19-02-1990 | Virginia Slims of Washington, Washington             | Tier II    | 350 000 $   | Moquette (int.) | Martina Navrátilová | 6-1, 6-0      | Parcours |
| 14 | 25-06-1990 | The Championships, Wimbledon                         | G. Chelem  | 2 561 585 $ | Gazon (ext.)    | Martina Navrátilová | 6-4, 6-1      | Parcours |
| 15 | 22-10-1990 | Puerto Rico Open, Dorado                             | Tier IV    | 150 000 $   | Dur (ext.)      | Jennifer Capriati   | 5-7, 6-4, 6-2 | Parcours |
| 16 | 11-02-1991 | Virginia Slims of Chicago, Chicago                   | Tier II    | 350 000 $   | Moquette (int.) | Martina Navrátilová | 6-1, 6-2      | Parcours |
| 17 | 22-10-1991 | Midland Bank Championships, Brighton                 | Tier II    | 350 000 $   | Moquette (int.) | Steffi Graf         | 5-7, 6-4, 6-1 | Parcours |
| 18 | 13-04-1992 | Virginia Slims of Houston, Houston                   | Tier II    | 350 000 $   | Terre (ext.)    | Monica Seles        | 6-1, 6-1      | Parcours |
| 19 | 07-06-1993 | DFS Classic, Birmingham                              | Tier III   | 150 000 $   | Gazon (ext.)    | Lori McNeil         | 6-4, 2-6, 6-3 | Parcours |
| 20 | 26-07-1993 | Acura US Hard Court Championships, Stratton Mountain | Tier II    | 375 000 $   | Dur (ext.)      | Conchita Martínez   | 6-3, 6-2      | Parcours |
| 21 | 01-11-1993 | Bank of the West Classic, Oakland                    | Tier II    | 375 000 $   | Moquette (int.) | Martina Navrátilová | 6-2, 7-6      | Parcours |
| 22 | 06-06-1994 | DFS Classic, Birmingham                              | Tier III   | 150 000 $   | Gazon (ext.)    | Lori McNeil         | 6-2, 6-2      | Parcours |

### Titres en double dames
| No | Date       | Nom et lieu du tournoi                            | Catégorie     | Dotation  | Surface         | Partenaire          | Finalistes                              | Score          |          |
| -- | ---------- | ------------------------------------------------- | ------------- | --------- | --------------- | ------------------- | --------------------------------------- | -------------- | -------- |
| 1  | 04-08-1986 | Player’s Canadian Open Montréal                   |               | 250 000 $ | Dur (ext.)      | Gabriela Sabatini   | Pam Shriver Helena Suková               | 7-6, 5-7, 6-4  | Parcours |
| 2  | 27-10-1986 | Virginia Slims of Indianapolis Indianapolis       |               | 75 000 $  | Dur (ext.)      | Lori McNeil         | Candy Reynolds Anne Smith               | 4-5, ab.       | Parcours |
| 3  | 17-08-1987 | Downsview Canadian Open Toronto                   |               | 250 000 $ | Dur (ext.)      | Lori McNeil         | Claudia Kohde-Kilsch Helena Suková      | 6-1, 6-2       | Parcours |
| 4  | 28-09-1987 | Virginia Slims of New Orleans La Nouvelle-Orléans |               | 150 000 $ | Moquette (int.) | Lori McNeil         | Peanut Louie Heather Ludloff            | 6-3, 6-3       | Parcours |
| 5  | 07-03-1988 | Virginia Slims of Florida Boca Raton              | Tier II       | 300 000 $ | Dur (ext.)      | Katrina Adams       | Claudia Kohde-Kilsch Helena Suková      | 4-6, 7-5, 6-4  | Parcours |
| 6  | 11-04-1988 | Bausch & Lomb Championships Amelia Island         | Tier II       | 300 000 $ | Terre (ext.)    | Eva Pfaff           | Katrina Adams Penny Barg                | 4-6, 6-2, 7-6  | Parcours |
| 7  | 18-04-1988 | Virginia Slims of Houston Houston                 | Tier III      | 250 000 $ | Terre (ext.)    | Katrina Adams       | Lori McNeil Martina Navrátilová         | 6-7, 6-2, 6-4  | Parcours |
| 8  | 20-09-1988 | Olympics Séoul                                    | J. olympiques | NC        | Dur (ext.)      | Pam Shriver         | Jana Novotná · Helena Suková            | 4-6, 6-2, 10-8 | Parcours |
| 9  | 25-11-1988 | World Doubles Championships Tokyo                 |               | 250 000 $ | Moquette (int.) | Katrina Adams       | Gigi Fernández Robin White              | 7-5, 7-5       | Parcours |
| 10 | 30-01-1989 | Toray Pan Pacific Open Tokyo                      | Tier III      | 250 000 $ | Moquette (int.) | Katrina Adams       | Mary Joe Fernández Claudia Kohde-Kilsch | 6-3, 3-6, 7-6  | Parcours |
| 11 | 24-04-1989 | Virginia Slims of Houston Houston                 | Tier III      | 250 000 $ | Terre (ext.)    | Katrina Adams       | Gigi Fernández Lori McNeil              | 6-3, 6-4       | Parcours |
| 12 | 19-06-1989 | Pilkington Glass Championships Eastbourne         | Tier II       | 300 000 $ | Gazon (ext.)    | Katrina Adams       | Jana Novotná Helena Suková              | 6-3, ab.       | Parcours |
| 13 | 19-02-1990 | Virginia Slims of Washington Washington           | Tier II       | 350 000 $ | Moquette (int.) | Martina Navrátilová | Ann Henricksson Dinky Van Rensburg      | 6-0, 6-3       | Parcours |
| 14 | 06-08-1990 | American Bank Classic San Diego                   | Tier III      | 225 000 $ | Dur (ext.)      | Patty Fendick       | Elise Burgin Rosalyn Fairbank           | 6-4, 7-6       | Parcours |
| 15 | 15-10-1990 | Porsche Tennis GP Filderstadt                     | Tier II       | 350 000 $ | Dur (int.)      | Mary Joe Fernández  | Mercedes Paz Arantxa Sánchez            | 7-5, 6-3       | Parcours |
| 16 | 15-03-1991 | Lipton International Championships Miami          | Tier I        | 750 000 $ | Dur (ext.)      | Mary Joe Fernández  | Gigi Fernández Jana Novotná             | 7-5, 6-2       | Parcours |
| 17 | 08-02-1993 | Virginia Slims of Chicago Chicago                 | Tier II       | 375 000 $ | Moquette (int.) | Katrina Adams       | Amy Frazier Kimberly Po                 | 7-6, 6-3       | Parcours |
| 18 | 15-02-1993 | Virginia Slims of Oklahoma Oklahoma City          | Tier III      | 150 000 $ | Dur (int.)      | Patty Fendick       | Katrina Adams Manon Bollegraf           | 6-3, 6-2       | Parcours |
| 19 | 04-10-1993 | Barilla Indoors Zurich                            | Tier I        | 750 000 $ | Moquette (int.) | Martina Navrátilová | Gigi Fernández Natasha Zvereva          | 6-3, 5-7, 6-3  | Parcours |
| 20 | 06-06-1994 | DFS Classic Birmingham                            | Tier III      | 150 000 $ | Gazon (ext.)    | Larisa Neiland      | Catherine Barclay Kerry-Anne Guse       | 6-4, 6-4       | Parcours |

### Finales en double dames
| No | Date       | Nom et lieu du tournoi                        | Catégorie | Dotation    | Surface         | Vainqueures                         | Partenaire         | Score         |          |
| -- | ---------- | --------------------------------------------- | --------- | ----------- | --------------- | ----------------------------------- | ------------------ | ------------- | -------- |
| 1  | 13-10-1986 | Porsche Grand Prix Filderstadt                |           | 175 000 $   | Dur (int.)      | Martina Navrátilová Pam Shriver     | Gabriela Sabatini  | 7-6, 6-4      | Parcours |
| 2  | 12-01-1987 | Ford Australian Open Melbourne                | G. Chelem | 695 161 $   | Gazon (ext.)    | Martina Navrátilová Pam Shriver     | Lori McNeil        | 6-1, 6-0      | Parcours |
| 3  | 09-02-1987 | Virginia Slims of California San Francisco    |           | 150 000 $   | Moquette (int.) | Hana Mandlíková Wendy Turnbull      | Gabriela Sabatini  | 6-4, 7-6      | Parcours |
| 4  | 23-03-1987 | Virginia Slims of Washington Washington       |           | 150 000 $   | Moquette (int.) | Elise Burgin Pam Shriver            | Lori McNeil        | 6-1, 3-6, 6-4 | Parcours |
| 5  | 06-04-1987 | Family Circle Mag. Cup Hilton Head            |           | 300 000 $   | Terre (ext.)    | Mercedes Paz Eva Pfaff              | Lori McNeil        | 7-6, 7-5      | Parcours |
| 6  | 20-04-1987 | Virginia Slims of Houston Houston             |           | 150 000 $   | Terre (ext.)    | Kathy Jordan Martina Navrátilová    | Lori McNeil        | 6-2, 6-4      | Parcours |
| 7  | 10-08-1987 | Virginia Slims of Los Angeles Los Angeles     |           | 250 000 $   | Dur (ext.)      | Martina Navrátilová Pam Shriver     | Lori McNeil        | 6-3, 6-4      | Parcours |
| 8  | 12-10-1987 | Porsche Tennis Grand Prix Filderstadt         |           | 175 000 $   | Dur (int.)      | Martina Navrátilová Pam Shriver     | Lori McNeil        | 6-1, 6-2      | Parcours |
| 9  | 09-11-1987 | Virginia Slims of Chicago Chicago             |           | 150 000 $   | Moquette (int.) | Claudia Kohde-Kilsch Helena Suková  | Lori McNeil        | 6-4, 6-3      | Parcours |
| 10 | 08-02-1988 | Virginia Slims of Dallas Dallas               | Tier III  | 250 000 $   | Moquette (int.) | Lori McNeil Eva Pfaff               | Gigi Fernández     | 2-6, 6-4, 7-5 | Parcours |
| 11 | 14-03-1988 | Lipton International Championships Miami      | Tier I    | 750 000 $   | Dur (ext.)      | Steffi Graf Gabriela Sabatini       | Gigi Fernández     | 7-6, 6-3      | Parcours |
| 12 | 15-08-1988 | Player’s Canadian Open Montréal               | Tier II   | 300 000 $   | Dur (ext.)      | Jana Novotná Helena Suková          | Pam Shriver        | 7-6, 7-6      | Parcours |
| 13 | 24-10-1988 | Virginia Slims of Indianapolis Indianapolis   | Tier V    | 100 000 $   | Dur (int.)      | Larisa Savchenko Natasha Zvereva    | Katrina Adams      | 6-2, 6-1      | Parcours |
| 14 | 18-06-1990 | Pilkington Glass Championships Eastbourne     | Tier II   | 350 000 $   | Gazon (ext.)    | Larisa Neiland Natasha Zvereva      | Patty Fendick      | 6-4, 6-3      | Parcours |
| 15 | 07-10-1991 | European Indoors Zurich                       | Tier II   | 350 000 $   | Moquette (int.) | Jana Novotná Andrea Strnadová       | Lori McNeil        | 6-4, 6-3      | Parcours |
| 16 | 22-10-1991 | Midland Bank Championships Brighton           | Tier II   | 350 000 $   | Moquette (int.) | Pam Shriver Natasha Zvereva         | Lori McNeil        | 6-1, 6-2      | Parcours |
| 17 | 11-11-1991 | Virginia Slims of Philadelphia Philadelphie   | Tier II   | 350 000 $   | Moquette (int.) | Jana Novotná Larisa Neiland         | Mary Joe Fernández | 6-2, 6-4      | Parcours |
| 18 | 06-01-1992 | NSW Open Tmn’t of Champions Sydney            | Tier III  | 225 000 $   | Dur (ext.)      | Arantxa Sánchez Helena Suková       | Mary Joe Fernández | 7-6, 6-7, 6-2 | Parcours |
| 19 | 13-01-1992 | Ford Australian Open Melbourne                | G. Chelem | 2 000 000 $ | Dur (ext.)      | Arantxa Sánchez Helena Suková       | Mary Joe Fernández | 6-4, 7-62     | Parcours |
| 20 | 10-02-1992 | Virginia Slims of Chicago Chicago             | Tier II   | 350 000 $   | Moquette (int.) | Martina Navrátilová Pam Shriver     | Katrina Adams      | 6-4, 7-6      | Parcours |
| 21 | 06-04-1992 | Bausch & Lomb Championships Amelia Island     | Tier II   | 350 000 $   | Terre (ext.)    | Arantxa Sánchez Natasha Zvereva     | Jana Novotná       | 6-1, 6-0      | Parcours |
| 22 | 15-06-1992 | Pilkington Glass Championships Eastbourne     | Tier II   | 350 000 $   | Gazon (ext.)    | Jana Novotná Larisa Neiland         | Mary Joe Fernández | 6-0, 6-3      | Parcours |
| 23 | 10-08-1992 | Virginia Slims of Los Angeles Manhattan Beach | Tier II   | 350 000 $   | Dur (ext.)      | Arantxa Sánchez Helena Suková       | Pam Shriver        | 6-4, 6-2      | Parcours |
| 24 | 03-05-1993 | Italian Open Rome                             | Tier I    | 750 000 $   | Terre (ext.)    | Jana Novotná Arantxa Sánchez        | Mary Joe Fernández | 6-4, 6-2      | Parcours |
| 25 | 21-03-1994 | Virginia Slims of Houston Houston             | Tier II   | 400 000 $   | Terre (ext.)    | Manon Bollegraf Martina Navrátilová | Katrina Adams      | 6-4, 6-2      | Parcours |
| 26 | 30-10-1995 | Bank of the West Classic Oakland              | Tier II   | 430 000 $   | Moquette (int.) | Lori McNeil Helena Suková           | Katrina Adams      | 3-6, 6-4, 6-3 | Parcours |

### Titres en double mixte
| No | Date       | Nom et lieu du tournoi         | Catégorie | Dotation    | Surface      | Partenaire       | Finalistes                       | Score          |          |
| -- | ---------- | ------------------------------ | --------- | ----------- | ------------ | ---------------- | -------------------------------- | -------------- | -------- |
| 1  | 12-01-1987 | Ford Australian Open Melbourne | G. Chelem | 695 161 $   | Gazon (ext.) | Sherwood Stewart | Anne Hobbs Andrew Castle         | 3-6, 7-65, 6-3 | Parcours |
| 2  | 20-06-1988 | The Championships Wimbledon    | G. Chelem | 1 717 085 $ | Gazon (ext.) | Sherwood Stewart | Gretchen Rush Kelly Jones        | 6-1, 7-6       | Parcours |
| 3  | 25-06-1990 | The Championships Wimbledon    | G. Chelem | 2 561 585 $ | Gazon (ext.) | Rick Leach       | Elizabeth Smylie John Fitzgerald | 7-5, 6-2       | Parcours |

### Finales en double mixte
| No | Date       | Nom et lieu du tournoi         | Catégorie | Dotation    | Surface    | Vainqueures                     | Partenaire       | Score         |          |
| -- | ---------- | ------------------------------ | --------- | ----------- | ---------- | ------------------------------- | ---------------- | ------------- | -------- |
| 1  | 16-01-1989 | Ford Australian Open Melbourne | G. Chelem | 937 882 $   | Dur (ext.) | Jana Novotná Jim Pugh           | Sherwood Stewart | 6-3, 6-4      | Parcours |
| 2  | 15-01-1990 | Ford Australian Open Melbourne | G. Chelem | 1 220 160 $ | Dur (ext.) | Natasha Zvereva Jim Pugh        | Rick Leach       | 4-6, 6-2, 6-3 | Parcours |
| 3  | 27-12-1990 | Hopman Cup III Perth           | ITF       | 400 000 AU$ | Dur (int.) | Monica Seles Goran Prpić        | David Wheaton    | 3 matchs à 0  | Parcours |
| 4  | 18-01-1993 | Ford Australian Open Melbourne | G. Chelem | 2 400 000 $ | Dur (ext.) | Arantxa Sánchez Todd Woodbridge | Rick Leach       | 7-5, 6-4      | Parcours |

## Parcours en Grand Chelem

### En simple dames
| Année | Open d'Australie (janvier) | Open d'Australie (janvier) | Internationaux de France | Internationaux de France | Wimbledon      | Wimbledon           | US Open         | US Open             | Open d'Australie (décembre) | Open d'Australie (décembre) |
| ----- | -------------------------- | -------------------------- | ------------------------ | ------------------------ | -------------- | ------------------- | --------------- | ------------------- | --------------------------- | --------------------------- |
| 1980  | n/a                        | n/a                        | -                        | -                        | -              | -                   | 2e tour (1/32)  | Dianne Fromholtz    | -                           | -                           |
| 1981  | n/a                        | n/a                        | -                        | -                        | -              | -                   | 1er tour (1/64) | Wendy Turnbull      | -                           | -                           |
| 1982  | n/a                        | n/a                        | 1/4 de finale            | Martina Navrátilová      | 4e tour (1/8)  | Martina Navrátilová | 4e tour (1/8)   | Chris Evert         | 1er tour (1/32)             | Jo Durie                    |
| 1983  | n/a                        | n/a                        | 1er tour (1/64)          | Pam Casale               | 2e tour (1/32) | Eva Pfaff           | 4e tour (1/8)   | Hana Mandlíková     | 1/2 finale                  | Kathy Jordan                |
| 1984  | n/a                        | n/a                        | 4e tour (1/8)            | Melissa.Brown            | 2e tour (1/32) | Virginia Wade       | 3e tour (1/16)  | Sylvia Hanika       | 1er tour (1/32)             | Sharon Walsh                |
| 1985  | n/a                        | n/a                        | 2e tour (1/32)           | Rosalyn Fairbank         | 1/2 finale     | Martina Navrátilová | 1/4 de finale   | Martina Navrátilová | 1/4 de finale               | Hana Mandlíková             |
| 1986  | n/a                        | n/a                        | 3e tour (1/16)           | Laura Garrone            | 2e tour (1/32) | Anne Hobbs          | 4e tour (1/8)   | Helena Suková       | n/a                         | n/a                         |
| 1987  | 1/4 de finale              | Martina Navrátilová        | -                        | -                        | -              | -                   | 4e tour (1/8)   | Lori McNeil         | n/a                         | n/a                         |
| 1988  | 2e tour (1/32)             | Eva Krapl                  | 4e tour (1/8)            | Helena Suková            | 1/4 de finale  | Pam Shriver         | 1/2 finale      | Gabriela Sabatini   | n/a                         | n/a                         |
| 1989  | 1/4 de finale              | Gabriela Sabatini          | 3e tour (1/16)           | Monica Seles             | 2e tour (1/32) | Louise Field        | 1/2 finale      | Martina Navrátilová | n/a                         | n/a                         |
| 1990  | 1/4 de finale              | Mary Joe Fernández         | 1er tour (1/64)          | Wiltrud Probst           | Finale         | Martina Navrátilová | 1/4 de finale   | Arantxa Sánchez     | n/a                         | n/a                         |
| 1991  | 4e tour (1/8)              | Jana Novotná               | 1er tour (1/64)          | Naoko Sawamatsu          | 1/4 de finale  | Steffi Graf         | 4e tour (1/8)   | Conchita Martínez   | n/a                         | n/a                         |
| 1992  | 4e tour (1/8)              | Jennifer Capriati          | -                        | -                        | 4e tour (1/8)  | Natasha Zvereva     | 4e tour (1/8)   | Arantxa Sánchez     | n/a                         | n/a                         |
| 1993  | 3e tour (1/16)             | Julie Halard               | 1er tour (1/64)          | Inés Gorrochategui       | 4e tour (1/8)  | Natasha Zvereva     | 3e tour (1/16)  | Natasha Zvereva     | n/a                         | n/a                         |
| 1994  | 1er tour (1/64)            | Sabine Hack                | 1er tour (1/64)          | Silke Frankl             | 1/4 de finale  | Gigi Fernández      | 4e tour (1/8)   | Steffi Graf         | n/a                         | n/a                         |
| 1995  | 3e tour (1/16)             | Arantxa Sánchez            | 1er tour (1/64)          | Beate Reinstadler        | 3e tour (1/16) | Arantxa Sánchez     | 4e tour (1/8)   | Conchita Martínez   | n/a                         | n/a                         |
| 1996  | -                          | -                          | -                        | -                        | -              | -                   | 1er tour (1/64) | Sandra Dopfer       | n/a                         | n/a                         |

À droite du résultat, l’ultime adversaire.

### En double dames
| Année | Open d'Australie (janvier)    | Open d'Australie (janvier) | Internationaux de France      | Internationaux de France   | Wimbledon                    | Wimbledon                  | US Open                       | US Open                    | Open d'Australie (décembre)  | Open d'Australie (décembre) |
| ----- | ----------------------------- | -------------------------- | ----------------------------- | -------------------------- | ---------------------------- | -------------------------- | ----------------------------- | -------------------------- | ---------------------------- | --------------------------- |
| 1981  | n/a                           | n/a                        | -                             | -                          | -                            | -                          | 2e tour (1/16) Andrea Leand   | R. Fairbank Tanya Harford  | -                            | -                           |
| 1982  | n/a                           | n/a                        | 2e tour (1/16) Lisa Bonder    | E. Sayers Amanda Tobin     | 1er tour (1/32) Lisa Bonder  | M. Neumanova Naoko Sato    | 1er tour (1/32) Kathy Rinaldi | Diane Desfor B. Hallquist  | 1er tour (1/16) Andrea Leand | Navrátilová Pam Shriver     |
| 1983  | n/a                           | n/a                        | 1er tour (1/32) C. Bassett    | Kohde-Kilsch Eva Pfaff     | 2e tour (1/16) C. Bassett    | R. Fairbank C. Reynolds    | 3e tour (1/8) Sandy Collins   | Anne Hobbs Andrea Jaeger   | 2e tour (1/8) Lori McNeil    | Anne Hobbs W. Turnbull      |
| 1984  | n/a                           | n/a                        | 1er tour (1/32) Lori McNeil   | Paula Smith Wendy White    | 2e tour (1/16) Lori McNeil   | Lisa Bonder S. Mascarin    | 1er tour (1/32) C. Benjamin   | B. Potter Sharon Walsh     | 1/4 de finale C. Bassett     | Navrátilová Pam Shriver     |
| 1985  | n/a                           | n/a                        | 1er tour (1/32) Kathy Rinaldi | B. Nagelsen Anne White     | 2e tour (1/16) Kathy Rinaldi | T. Holladay Mima Jaušovec  | 1/2 finale Kathy Rinaldi      | Kohde-Kilsch Helena Suková | 1/4 de finale Virginia Wade  | B. Potter Sharon Walsh      |
| 1986  | n/a                           | n/a                        | 1er tour (1/32) Kathy Rinaldi | I. Madruga C. Tanvier      | 3e tour (1/8) Kathy Rinaldi  | Gretchen Rush J. Russell   | 1/4 de finale Kathy Rinaldi   | H. Mandlíková W. Turnbull  | n/a                          | n/a                         |
| 1987  | Finale Lori McNeil            | Navrátilová Pam Shriver    | -                             | -                          | -                            | -                          | 1/4 de finale Lori McNeil     | Steffi Graf G. Sabatini    | n/a                          | n/a                         |
| 1988  | 1/2 finale B. Potter          | Chris Evert W. Turnbull    | 1/4 de finale Katrina Adams   | Navrátilová Pam Shriver    | 1/2 finale Katrina Adams     | L. Savchenko N. Zvereva    | 2e tour (1/16) Katrina Adams  | C. MacGregor               | n/a                          | n/a                         |
| 1989  | 3e tour (1/8) Katrina Adams   | C. Porwik C. Tanvier       | 1/4 de finale Katrina Adams   | B. Schultz A. Temesvári    | 1/4 de finale Katrina Adams  | L. Savchenko N. Zvereva    | 3e tour (1/8) Katrina Adams   | Jenny Byrne J. Thompson    | n/a                          | n/a                         |
| 1990  | 1er tour (1/32) Kathy Rinaldi | Sabrina Goleš K. Maleeva   | 1er tour (1/32) J. Capriati   | Nicole Provis Elna Reinach | 1/2 finale Patty Fendick     | Jana Novotná Helena Suková | 3e tour (1/8) Patty Fendick   | N. Medvedeva Leila Meskhi  | n/a                          | n/a                         |
| 1991  | 2e tour (1/16) Pam Shriver    | G. Fernández Jana Novotná  | 1/4 de finale MJ Fernández    | Mercedes Paz G. Sabatini   | 1/2 finale MJ Fernández      | G. Fernández Jana Novotná  | 1/2 finale MJ Fernández       | Jana Novotná L. Neiland    | n/a                          | n/a                         |
| 1992  | Finale MJ Fernández           | A. Sánchez Helena Suková   | 1er tour (1/32) MJ Fernández  | Tracey Morton Clare Wood   | 1/4 de finale MJ Fernández   | A. Sánchez Helena Suková   | 1/4 de finale MJ Fernández    | Jana Novotná L. Neiland    | n/a                          | n/a                         |
| 1993  | 1/4 de finale MJ Fernández    | Patty Fendick J. Strnadová | 3e tour (1/8) MJ Fernández    | A. Coetzer Gorrochategui   | 1/2 finale MJ Fernández      | G. Fernández N. Zvereva    | -                             | -                          | n/a                          | n/a                         |
| 1994  | 1/4 de finale MJ Fernández    | Jana Novotná A. Sánchez    | 3e tour (1/8) MJ Fernández    | N. Medvedeva L. Neiland    | 1er tour (1/32) MJ Fernández | B. Rittner C. Singer       | -                             | -                          | n/a                          | n/a                         |
| 1995  | 1er tour (1/32) Katrina Adams | K. Nagatsuka Ai Sugiyama   | 1/4 de finale Katrina Adams   | Patty Fendick MJ Fernández | 3e tour (1/8) Katrina Adams  | Jana Novotná A. Sánchez    | 3e tour (1/8) Katrina Adams   | Chanda Rubin Pam Shriver   | n/a                          | n/a                         |
| 1996  | -                             | -                          | -                             | -                          | -                            | -                          | 1er tour (1/32) Pam Shriver   | L. Montalvo B. Rittner     | n/a                          | n/a                         |
| 1997  | -                             | -                          | -                             | -                          | -                            | -                          | 1er tour (1/32) Lori McNeil   | L. Davenport Jana Novotná  | n/a                          | n/a                         |

Sous le résultat, la partenaire ; à droite, l’ultime équipe adverse.

### En double mixte
| Année | Open d'Australie (janvier),  | Open d'Australie (janvier), | Internationaux de France    | Internationaux de France   | Wimbledon                     | Wimbledon                  | US Open                     | US Open                    | Open d'Australie (décembre), | Open d'Australie (décembre), |
| ----- | ---------------------------- | --------------------------- | --------------------------- | -------------------------- | ----------------------------- | -------------------------- | --------------------------- | -------------------------- | ---------------------------- | ---------------------------- |
| 1982  | n/a                          | n/a                         | -                           | -                          | -                             | -                          | 1/4 de finale Pat Cash      | B. Jordan Chris Dunk       | n/a                          | n/a                          |
| 1983  | n/a                          | n/a                         | 1/4 de finale Jaime Fillol  | B. Jordan E. Teltscher     | 1/4 de finale Rodney Harmon   | Pam Shriver Fred Stolle    | 2e tour (1/8) Rodney Harmon | Sharon Walsh Dick Stockton | n/a                          | n/a                          |
| 1984  | n/a                          | n/a                         | -                           | -                          | 1er tour (1/32) Rodney Harmon | Pat Medrado G. Barbosa     | -                           | -                          | n/a                          | n/a                          |
| 1985  | n/a                          | n/a                         | 3e tour (1/8) V. Van Patten | Sabrina Goleš Goran Prpić  | 2e tour (1/16) Rodney Harmon  | Anne Smith T. Giammalva    | 1/4 de finale M. Freeman    | W. Turnbull John Lloyd     | n/a                          | n/a                          |
| 1986  | n/a                          | n/a                         | -                           | -                          | 1er tour (1/32) M. Freeman    | J. Thompson John Newcombe  | 2e tour (1/8) M. Freeman    | Tine Scheuer M. Mortensen  | n/a                          | n/a                          |
| 1987  | Victoire S. Stewart          | Anne Hobbs Andrew Castle    | -                           | -                          | -                             | -                          | 1/2 finale S. Stewart       | B. Nagelsen Paul Annacone  | n/a                          | n/a                          |
| 1988  | 1er tour (1/16) S. Stewart   | Louise Field Brad Drewett   | 2e tour (1/16) S. Stewart   | Mercedes Paz H. de la Peña | Victoire S. Stewart           | Gretchen Rush Kelly Jones  | 1/4 de finale S. Stewart    | Tracy Austin Ken Flach     | n/a                          | n/a                          |
| 1989  | Finale S. Stewart            | Jana Novotná Jim Pugh       | 1/2 finale Rick Leach       | A. Sánchez H. de la Peña   | 3e tour (1/8) S. Stewart      | Jenny Byrne M. Kratzmann   | 1/4 de finale S. Stewart    | Elna Reinach P. Aldrich    | n/a                          | n/a                          |
| 1990  | Finale Rick Leach            | N. Zvereva Jim Pugh         | 2e tour (1/16) S. Stewart   | Louise Field Simon Youl    | Victoire Rick Leach           | E. Smylie J. Fitzgerald    | 1/4 de finale Rick Leach    | E. Smylie T. Woodbridge    | n/a                          | n/a                          |
| 1991  | 1er tour (1/16) Rick Leach   | Lise Gregory Stefan Kruger  | 3e tour (1/8) Rick Leach    | Helena Suková Cyril Suk    | 2e tour (1/16) Rick Leach     | B. Schultz M. Schapers     | 1er tour (1/16) Rick Leach  | E. Smylie J. Fitzgerald    | n/a                          | n/a                          |
| 1992  | -                            | -                           | -                           | -                          | 2e tour (1/16) Rick Leach     | Debbie Graham J. Stark     | 1/4 de finale Rick Leach    | Helena Suková Tom Nijssen  | n/a                          | n/a                          |
| 1993  | Finale Rick Leach            | A. Sánchez T. Woodbridge    | 2e tour (1/16) Rick Leach   | A. Strnadová Stoltenberg   | 3e tour (1/8) Rick Leach      | M. Bollegraf Tom Nijssen   | 1er tour (1/16) Rick Leach  | Robin White Grant Connell  | n/a                          | n/a                          |
| 1994  | 1er tour (1/16) Sergio Casal | M. McGrath S. Melville      | 2e tour (1/16) F. Montana   | N. Medvedeva Paul Haarhuis | 1er tour (1/32) T. Kronemann  | R. McQuillan D. Macpherson | 2e tour (1/8) T. Kronemann  | Mary Pierce Murphy Jensen  | n/a                          | n/a                          |
| 1995  | -                            | -                           | 3e tour (1/8) T. Kronemann  | Yayuk Basuki Kenny Thorne  | -                             | -                          | -                           | -                          | n/a                          | n/a                          |
| 1996  | -                            | -                           | -                           | -                          | -                             | -                          | 1er tour (1/16) Van Emburgh | Hetherington J. de Jager   | n/a                          | n/a                          |

Sous le résultat, le partenaire ; à droite, l’ultime équipe adverse.

## Parcours aux Masters

### En simple dames
| #  | Date       | Nom de l'édition                      | ($)       | Surface         | Résultat       | Ultime adversaire    | Score         |          |
| -- | ---------- | ------------------------------------- | --------- | --------------- | -------------- | -------------------- | ------------- | -------- |
| 1  | 21/03/1983 | Virginia Slims Championships New York | 350 000   | Moquette (int.) | 1er tour (1/8) | Chris Evert          | 6-3, 6-0      | Parcours |
| 2  | 27/02/1984 | Virginia Slims Championships New York | 500 000   | Moquette (int.) | 1er tour (1/8) | Carling Bassett      | 6-4, 6-4      | Parcours |
| 3  | 18/03/1985 | Virginia Slims Championships New York | 500 000   | Moquette (int.) | 1/4 de finale  | Hana Mandlíková      | 6-3, 6-4      | Parcours |
| 4  | 17/03/1986 | Virginia Slims Championships New York | 500 000   | Moquette (int.) | 1er tour (1/8) | Hana Mandlíková      | 2-6, 6-3, 6-2 | Parcours |
| 5  | 17/11/1986 | Virginia Slims Championships New York | 500 000   | Moquette (int.) | 1er tour (1/8) | Claudia Kohde-Kilsch | 6-3, 7-5      | Parcours |
| 6  | 16/11/1987 | Virginia Slims Championships New York | 500 000   | Moquette (int.) | 1er tour (1/8) | Steffi Graf          | 6-0, 6-3      | Parcours |
| 7  | 14/11/1988 | Virginia Slims Championships New York | 1 000 000 | Moquette (int.) | 1er tour (1/8) | Helena Suková        | 2-6, 6-3, 6-3 | Parcours |
| 8  | 13/11/1989 | Virginia Slims Championships New York | 1 000 000 | Moquette (int.) | 1/4 de finale  | Gabriela Sabatini    | 6-3, 5-7, 6-3 | Parcours |
| 9  | 12/11/1990 | Virginia Slims Championships New York | 3 000 000 | Moquette (int.) | 1er tour (1/8) | Conchita Martínez    | 6-3, 6-0      | Parcours |
| 10 | 18/11/1991 | Virginia Slims Championships New York | 3 000 000 | Moquette (int.) | 1er tour (1/8) | Arantxa Sánchez      | 4-6, 6-1, 6-0 | Parcours |
| 11 | 16/11/1992 | Virginia Slims Championships New York | 3 000 000 | Moquette (int.) | 1er tour (1/8) | Arantxa Sánchez      | 7-6, 6-1      | Parcours |
| 12 | 15/11/1993 | Virginia Slims Championships New York | 3 708 500 | Moquette (int.) | 1er tour (1/8) | Jana Novotná         | 6-4, 6-7, 6-3 | Parcours |

### En double dames
| # | Date       | Nom de l'édition                      | ($)       | Surface         | Résultat      | Partenaire         | Ultimes adversaires             | Score         |          |
| - | ---------- | ------------------------------------- | --------- | --------------- | ------------- | ------------------ | ------------------------------- | ------------- | -------- |
| 1 | 16/11/1987 | Virginia Slims Championships New York | 500 000   | Moquette (int.) | 1/4 de finale | Lori McNeil        | Elise Burgin Rosalyn Fairbank   | 2-6, 6-2, 6-1 | Parcours |
| 2 | 13/11/1989 | Virginia Slims Championships New York | 1 000 000 | Moquette (int.) | 1/4 de finale | Katrina Adams      | Wendy Turnbull Elizabeth Smylie | 6-3, 7-6      | Parcours |
| 3 | 18/11/1991 | Virginia Slims Championships New York | 3 000 000 | Moquette (int.) | 1/2 finale    | Mary Joe Fernández | Gigi Fernández Jana Novotná     | 6-3, 3-6, 6-1 | Parcours |
| 4 | 16/11/1992 | Virginia Slims Championships New York | 3 000 000 | Moquette (int.) | 1/4 de finale | Mary Joe Fernández | Martina Navrátilová Pam Shriver | 6-1, 6-4      | Parcours |
| 5 | 13/11/1995 | WTA Tour Championships New York       | 2 000 000 | Moquette (int.) | 1/4 de finale | Katrina Adams      | Gigi Fernández Natasha Zvereva  | 7-6, 6-1      | Parcours |

## Parcours aux Jeux olympiques

### En simple dames
| # | Date       | Nom de l'olympiade             | Surface      | Résultat        | Ultime adversaire | Score    |          |
| - | ---------- | ------------------------------ | ------------ | --------------- | ----------------- | -------- | -------- |
| 1 | 20/09/1988 | Olympic Tennis Event Séoul     | Dur (ext.)   | Bronze          | Manuela Maleeva   | Partage  | Parcours |
| 2 | 28/07/1992 | Olympic Tennis Event Barcelone | Terre (ext.) | 1er tour (1/32) | Amanda Coetzer    | 7-5, 6-1 | Parcours |

### En double dames
| # | Date       | Nom de l'olympiade         | Surface    | Résultat | Partenaire  | Ultimes adversaires          | Score          |          |
| - | ---------- | -------------------------- | ---------- | -------- | ----------- | ---------------------------- | -------------- | -------- |
| 1 | 20/09/1988 | Olympic Tennis Event Séoul | Dur (ext.) | Or       | Pam Shriver | Jana Novotná · Helena Suková | 4-6, 6-2, 10-8 | Parcours |

## Parcours en Coupe de la Fédération
| #                                                                            | Date       | Lieu       | Surface      | Gagnante(s)                       | Perdante(s)                            | Score         |          |
|                                                                              |            |            |              |                                   |                                        |               |          |
| 1984 - 1/4 de finale (groupe mondial) - États-Unis - Italie - 2 : 1          |            |            |              |                                   |                                        |               |          |
| 1                                                                            | 16/07/1984 | São Paulo  | Terre (ext.) | Raffaella Reggi                   | Zina Garrison                          | 6-2, 7-5      | Parcours |
|                                                                              |            |            |              |                                   |                                        |               |          |
| 1985 - 1er tour (groupe mondial) - Corée du Sud - États-Unis - 0 : 3         |            |            |              |                                   |                                        |               |          |
| 2                                                                            | 08/10/1985 | Nagoya     | Dur (ext.)   | Zina Garrison                     | Seol Min-kyung                         | 6-0, 6-0      | Parcours |
|                                                                              |            |            |              |                                   |                                        |               |          |
| 1985 - 2e tour (groupe mondial) - Chine - États-Unis - 0 : 3                 |            |            |              |                                   |                                        |               |          |
| 3                                                                            | 08/10/1985 | Nagoya     | Dur (ext.)   | Zina Garrison                     | Li Xin-Yi                              | 6-0, 6-2      | Parcours |
|                                                                              |            |            |              |                                   |                                        |               |          |
| 1985 - 1/4 de finale (groupe mondial) - Argentine - États-Unis - 1 : 2       |            |            |              |                                   |                                        |               |          |
| 4                                                                            | 08/10/1985 | Nagoya     | Dur (ext.)   | Gabriela Sabatini                 | Zina Garrison                          | 5-7, 6-1, 6-1 | Parcours |
|                                                                              |            |            |              |                                   |                                        |               |          |
| 1986 - 1er tour (groupe mondial) - États-Unis - Chine - 3 : 0                |            |            |              |                                   |                                        |               |          |
| 5                                                                            | 22/07/1986 | Prague     | Terre (ext.) | Zina Garrison                     | Zhong Ni                               | 6-3, 6-2      | Parcours |
|                                                                              |            |            |              |                                   |                                        |               |          |
| 1987 - 1er tour (groupe mondial) - États-Unis - Japon - 3 : 0                |            |            |              |                                   |                                        |               |          |
| 6                                                                            | 28/07/1987 | Vancouver  |              | Chris Evert Zina Garrison         | Etsuko Inoue Akiko Kijimuta            | 6-2, 7-5      | Parcours |
|                                                                              |            |            |              |                                   |                                        |               |          |
| 1987 - 1/4 de finale (groupe mondial) - États-Unis - Grande-Bretagne - 3 : 0 |            |            |              |                                   |                                        |               |          |
| 7                                                                            | 28/07/1987 | Vancouver  |              | Elise Burgin Zina Garrison        | Jo Durie Anne Hobbs                    | 7-5, 7-5      | Parcours |
|                                                                              |            |            |              |                                   |                                        |               |          |
| 1989 - 1er tour (groupe mondial) - États-Unis - Grèce - 3 : 0                |            |            |              |                                   |                                        |               |          |
| 8                                                                            | 03/10/1989 | Tokyo      | Dur (ext.)   | Zina Garrison Pam Shriver         | A. Kanellopoúlou Olga Tsarbopoulou     | 6-1, 6-3      | Parcours |
|                                                                              |            |            |              |                                   |                                        |               |          |
| 1989 - 2e tour (groupe mondial) - États-Unis - Danemark - 3 : 0              |            |            |              |                                   |                                        |               |          |
| 9                                                                            | 03/10/1989 | Tokyo      | Dur (ext.)   | Zina Garrison Martina Navrátilová | Henriette Kjaer Tine Scheuer-Larsen    | 6-3, 6-1      | Parcours |
|                                                                              |            |            |              |                                   |                                        |               |          |
| 1989 - Finale (groupe mondial) - États-Unis - Espagne - 3 : 0                |            |            |              |                                   |                                        |               |          |
| 10                                                                           | 01/10/1989 | Tokyo      | Dur (ext.)   | Zina Garrison Pam Shriver         | Conchita Martínez Arantxa Sánchez      | 7-5, 6-1      | Parcours |
|                                                                              |            |            |              |                                   |                                        |               |          |
| 1990 - 1er tour (groupe mondial) - États-Unis - Pologne - 3 : 0              |            |            |              |                                   |                                        |               |          |
| 11                                                                           | 23/07/1990 | Atlanta    | Dur (ext.)   | Zina Garrison                     | Katarzyna Nowak                        | 6-0, 6-1      | Parcours |
| 11                                                                           | 23/07/1990 | Atlanta    | Dur (ext.)   | Gigi Fernández Zina Garrison      | Magdalena Feistel Renata Skrzypczynska | 6-0, 6-0      | Parcours |
|                                                                              |            |            |              |                                   |                                        |               |          |
| 1990 - 2e tour (groupe mondial) - États-Unis - Belgique - 3 : 0              |            |            |              |                                   |                                        |               |          |
| 12                                                                           | 23/07/1990 | Atlanta    | Dur (ext.)   | Zina Garrison                     | Sabine Appelmans                       | 6-4, 6-1      | Parcours |
| 12                                                                           | 23/07/1990 | Atlanta    | Dur (ext.)   | Gigi Fernández Zina Garrison      | Sabine Appelmans Sandra Wasserman      | 6-1, 6-3      | Parcours |
|                                                                              |            |            |              |                                   |                                        |               |          |
| 1990 - 1/4 de finale (groupe mondial) - États-Unis - Tchécoslovaquie - 2 : 1 |            |            |              |                                   |                                        |               |          |
| 13                                                                           | 23/07/1990 | Atlanta    | Dur (ext.)   | Jana Novotná                      | Zina Garrison                          | 6-3, 6-3      | Parcours |
| 13                                                                           | 23/07/1990 | Atlanta    | Dur (ext.)   | Gigi Fernández Zina Garrison      | Jana Novotná Regina Kordová            | 7-68, 6-4     | Parcours |
|                                                                              |            |            |              |                                   |                                        |               |          |
| 1990 - 1/2 finale (groupe mondial) - États-Unis - Autriche - 3 : 0           |            |            |              |                                   |                                        |               |          |
| 14                                                                           | 23/07/1990 | Atlanta    | Dur (ext.)   | Zina Garrison                     | Judith Wiesner                         | 6-3, 6-4      | Parcours |
|                                                                              |            |            |              |                                   |                                        |               |          |
| 1990 - Finale (groupe mondial) - États-Unis - URSS - 2 : 1                   |            |            |              |                                   |                                        |               |          |
| 15                                                                           | 21/07/1990 | Atlanta    | Dur (ext.)   | Natasha Zvereva                   | Zina Garrison                          | 4-6, 6-3, 6-3 | Parcours |
| 15                                                                           | 21/07/1990 | Atlanta    | Dur (ext.)   | Gigi Fernández Zina Garrison      | Larisa Neiland Natasha Zvereva         | 6-4, 6-3      | Parcours |
|                                                                              |            |            |              |                                   |                                        |               |          |
| 1991 - 1er tour (groupe mondial) - Pays-Bas - États-Unis - 0 : 2             |            |            |              |                                   |                                        |               |          |
| 16                                                                           | 23/07/1991 | Nottingham |              | Zina Garrison                     | Nicole Jagerman                        | 7-5, 6-4      | Parcours |
|                                                                              |            |            |              |                                   |                                        |               |          |
| 1991 - 2e tour (groupe mondial) - Bulgarie - États-Unis - 0 : 3              |            |            |              |                                   |                                        |               |          |
| 17                                                                           | 24/07/1991 | Nottingham |              | Gigi Fernández Zina Garrison      | Katerina Maleeva Magdalena Maleeva     | 6-2, 6-1      | Parcours |
|                                                                              |            |            |              |                                   |                                        |               |          |
| 1991 - 1/4 de finale (groupe mondial) - Autriche - États-Unis - 1 : 2        |            |            |              |                                   |                                        |               |          |
| 18                                                                           | 25/07/1991 | Nottingham |              | Gigi Fernández Zina Garrison      | Petra Ritter Judith Wiesner            | 6-4, 6-1      | Parcours |
|                                                                              |            |            |              |                                   |                                        |               |          |
| 1991 - 1/2 finale (groupe mondial) - Tchécoslovaquie - États-Unis - 0 : 3    |            |            |              |                                   |                                        |               |          |
| 19                                                                           | 27/07/1991 | Nottingham |              | Gigi Fernández Zina Garrison      | Regina Kordová Eva Švíglerová          | 6-2, 6-3      | Parcours |
|                                                                              |            |            |              |                                   |                                        |               |          |
| 1991 - Finale (groupe mondial) - Espagne - États-Unis - 2 : 1                |            |            |              |                                   |                                        |               |          |
| 20                                                                           | 18/07/1991 | Nottingham |              | Conchita Martínez Arantxa Sánchez | Gigi Fernández Zina Garrison           | 3-6, 6-1, 6-1 | Parcours |
|                                                                              |            |            |              |                                   |                                        |               |          |
| 1994 - 1er tour (groupe mondial) - République tchèque - États-Unis - 0 : 3   |            |            |              |                                   |                                        |               |          |
| 21                                                                           | 19/07/1994 | Francfort  | Terre (ext.) | Gigi Fernández Zina Garrison      | Radka Bobková Eva Martincová           | 6-4, 7-5      | Parcours |
|                                                                              |            |            |              |                                   |                                        |               |          |
| 1994 - 2e tour (groupe mondial) - Canada - États-Unis - 0 : 3                |            |            |              |                                   |                                        |               |          |
| 22                                                                           | 21/07/1994 | Francfort  | Terre (ext.) | Gigi Fernández Zina Garrison      | Jill Hetherington Rene Simpson         | 6-1, 7-63     | Parcours |
|                                                                              |            |            |              |                                   |                                        |               |          |
| 1994 - 1/2 finale (groupe mondial) - France - États-Unis - 0 : 3             |            |            |              |                                   |                                        |               |          |
| 23                                                                           | 23/07/1994 | Francfort  | Terre (ext.) | Gigi Fernández Zina Garrison      | Julie Halard Nathalie Tauziat          | 3-6, 6-1, 6-2 | Parcours |

## Classements WTA en fin de saison

### En simple
| Année | 1982 | 1983 | 1984 | 1985 | 1986 | 1987 | 1988 | 1989 | 1990 | 1991 | 1992 | 1993 | 1994 | 1995 | 1996 |
| Rang  | 16   | 11   | 9    | 8    | 11   | 9    | 9    | 4    | 10   | 12   | 18   | 14   | 24   | 22   | 273  |

Source : (en) « Classements de Zina Garrison », sur le site officiel du WTA Tour

### En double
| Année | 1986 | 1987 | 1988 | 1989 | 1990 | 1991 | 1992 | 1993 | 1994 | 1995 | 1996 |
| Rang  | 18   | 7    | 7    | 9    | 13   | 12   | 10   | 13   | 21   | 27   | 90   |

Source : (en) « Classements de Zina Garrison », sur le site officiel du WTA Tour